# Вальцовая сушилка
Вальцовая сушилка основана на кондуктивном методе сушки, то есть сушка материала происходит посредством передачи тепла, необходимого для испарения влаги и нагревания продукта от нагретой поверхности барабана.
Первые вальцовые сушилки появились в конце девятнадцатого века и использовались в основном для сушки молока. В середине двадцатого века приходится пик внедрения технологий вальцовых сушилок, связанный прежде всего с увеличением спроса на сухое молоко и началом производства сухих каш для детей.
На сегодняшний день, в результате перехода основных производителей сухого молока на распылительные сушилки и небольшого спроса на вальцовые сушилки, многие производители данного оборудования закрылись или были вынуждены перейти на производство другого оборудования. Сегодня вальцовые сушилки производятся немногими производителями: Duprat, GMF Gouda, Dietzel, Escher Wyss (англ. ) и другими.

## Сферы применения
Вальцовые сушилки применяются в пищевой и химической промышленности и используются для сушки множества разнообразных продуктов, от крахмалов, детского питания, фруктового пюре и картофельных хлопьев до сушки всевозможных химикатов. В зависимости от характеристик высушиваемого продукта применяются различные типы вальцовых сушилок (одновальцовые, двухвальцовые).

## Устройство вальцовой сушилки
Продукт с помощью специальных валков (роликов) наносится тонким слоем на внешнюю стенку барабана. Барабан сушилки обогревается изнутри с помощью насыщенного пара. Обычно барабан изготовлен из специального сплава чугуна, обеспечивающего одновременно оптимальную теплопередачу, высокую устойчивость формы при высоком давлении и отличные параметры поверхности, необходимые для наилучшего снятия продукта с поверхности. В некоторых случаях барабан покрывается специальным покрытием, обычно хромом. После одного оборота барабана уже высушенный продукт в виде плёнки снимается с помощью специального ножа.
При теплопередаче часть насыщенного пара конденсируется на стенках барабана. Образовавшийся конденсат непрерывно выводится с помощью специальной трубки, чтобы обеспечить максимально свободную поверхность для конденсации пара. Система нагрева барабана полностью закрыта, чтобы предотвратить соприкосновения теплоносителя с продуктом.
В зависимости от исполнения вальцовой сушилки возможно нанесение продукта на барабан сверху или снизу. В то время как барабан нагревается изнутри насыщенным паром, продукт во время вращения сушится на внешней стороне установки. Короткое время воздействия на продукт высоких температур снижает риск, связанный с повреждением продукта. Выделяющиеся при сушке испарения отводятся сверху установки. При необходимости устанавливается дополнительная установка отвода испарений. Высушенный продукт в виде плёнки срезается ножом.